# Bludný balvan Elhakivi
Bludný balvan Ehalkivi, nazývaný také Letipea Suurkivi, Ehakivi, Linnukivi, Veljeste kivi, je největší doposud nalezený bludný balvan v Estonsku. Nachází se v mořské vodě u pláže na pobřeží Finského zálivu Baltského moře poblíž mysu Letipea u vesnice Letipea v obci Viru-Nigula (Viru-Nigula vald) v kraji Lääne-Virumaa.

## Další informace
Bludný balvan Elhakivi, který je z pegmatitu, má mírně nepravidelný tvar vejce. Balvan, který byl na místo dopraven ledovcem v době ledové z Finska, je památkově chráněn od roku 1937. Je usazen na písčitém podloží a obklopen menšími bludnými balvany a souvky.
- objem nadzemní části 930 m3
- délka 16,5 m
- šířka 14,3 m
- největší obvod 49,6 m
- obvodu na hladině vody 39,2 m
- výška 7,6 m
- hmotnost asi 2500 tun

## Galerie

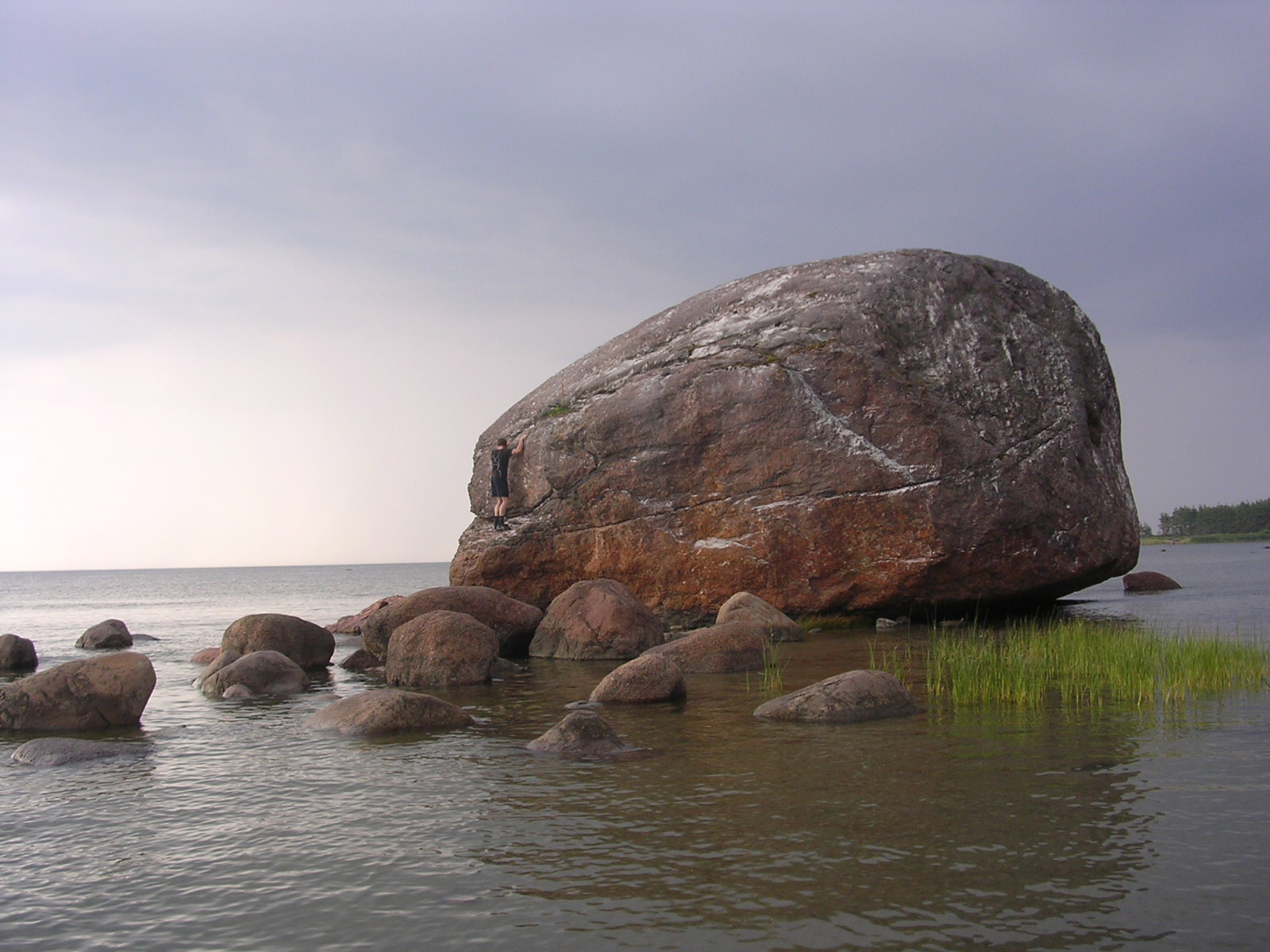
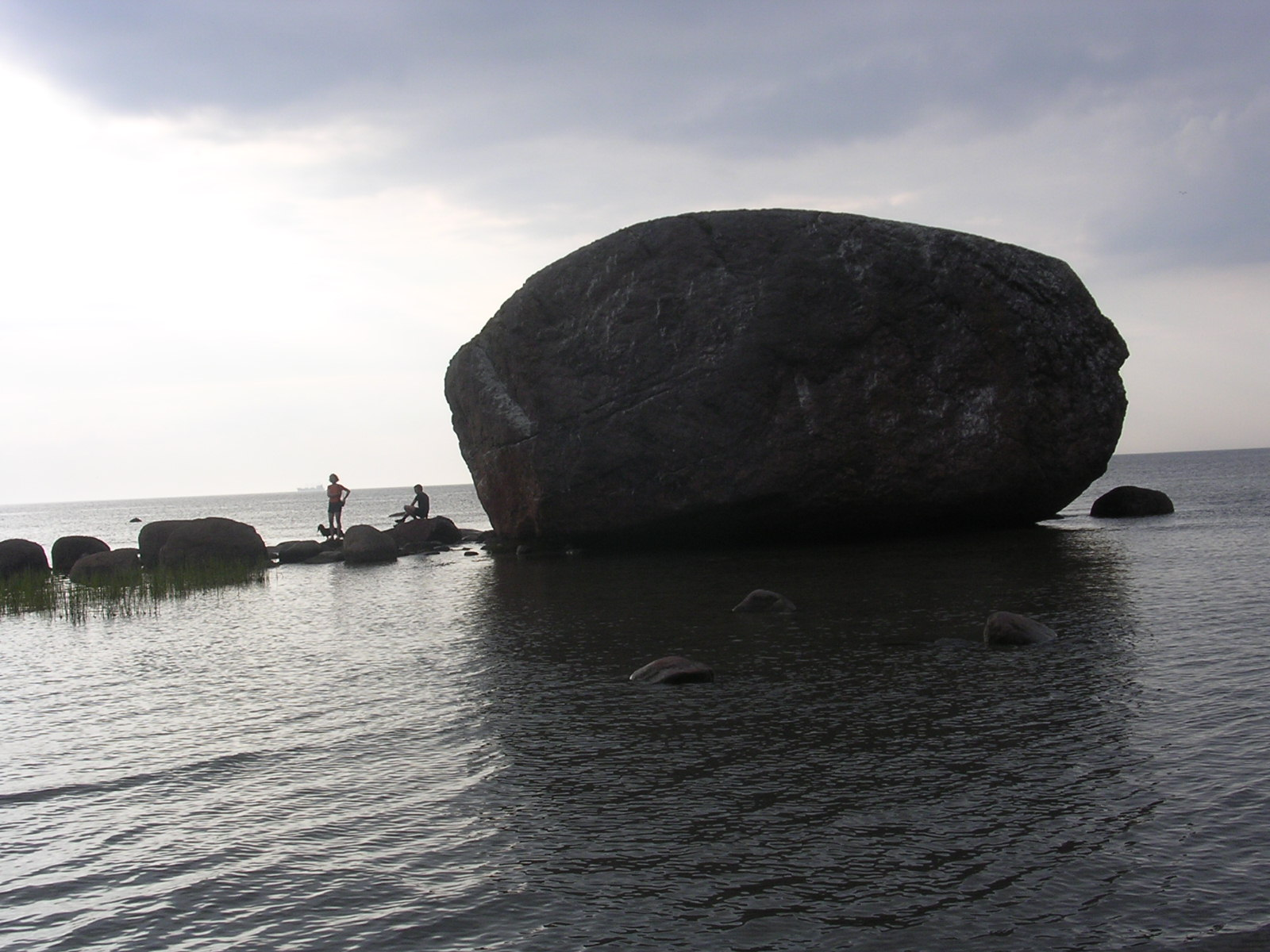